# Юзефув (гміна Красностав)
Юзефув (пол. Józefów) — село в Польщі, у гміні Красностав Красноставського повіту Люблінського воєводства.
Населення — 77 осіб (2011).
У 1975-1998 роках село належало до Холмського воєводства.

## Демографія
Демографічна структура станом на 31 березня 2011 року:
|          | Загалом | Допрацездатний вік | Працездатний вік | Постпрацездатний вік |
| -------- | ------- | ------------------ | ---------------- | -------------------- |
| Чоловіки | 37      | 7                  | 28               | 2                    |
| Жінки    | 40      | 6                  | 22               | 12                   |
| Разом    | 77      | 13                 | 50               | 14                   |